# Max Drechsel
Max Drechsel (* 8. April 1900 in Hof; † 6. November 1960 in Regensburg) war ein deutscher Politiker (SPD). Er war von 1946 bis 1954 Mitglied des Bayerischen Landtages. 

## Leben
Drechsel war nach seiner Schulentlassung in der mechanischen Buntweberei in Hof tätig. Danach war er Hoteldiener und Rüstungsarbeiter bis zu seinem Wehrdienst im Ersten Weltkrieg in den Jahren 1918/19. Er war vor und nach dem Ersten Weltkrieg Leiter der SPD-Jugendorganisation in Hof und im Bezirk. Im Jahr 1926 besuchte er die staatliche Fachschule für Wirtschaft und Verwaltung und die Verwaltungsakademie in Düsseldorf. Außerdem war er Gasthörer an der Universität Köln, wo er Vorlesungen über Volkswirtschaft und Verwaltungsrecht besuchte.
Im Jahr 1928 wurde er Arbeitssekretär beim Allgemeinen Deutschen Gewerkschaftsbund. Später nahm er eine Tätigkeit als Rechtsberater auf und kam 1933 durch die NS-Diktatur in Schutzhaft. Im Zweiten Weltkrieg nahm er 1939 und 1941 sowie 1945 als Soldat teil. Nach dem Krieg wurde er 1946 Verlagssekretär bei der Mittelbayerischen Zeitung und ab April 1946 Schriftleiter des Wirtschaftsteiles des Verlags.
Böhm gehörte vom 16. Dezember 1946 bis zum 12. Dezember 1954 dem Bayerischen Landtag an. Er gehörte von 1946 bis September 1954 der SPD-Fraktion an. Von September 1954 bis Dezember 1954 war er fraktionslos. Er war Abgeordneter im Stimmkreis Neustadt an der Waldnaab, Stadt Weiden, Eschenbach in der Oberpfalz. Im Landtag war er Mitglied des Ausschusses für Bayern Pfalz, des Ausschusses für Grenzfragen sowie des Ausschusses für Wirtschaft und Verkehr. Zudem war er stellvertretender Vorsitzender der Kommission als Berater des Beauftragten für die Durchführung des Artikels 160 der Bayerischen Verfassung.